# El Portitxol (Menorca)
|  | Aquest article tracta sobre una cala de Menorca. Vegeu-ne altres significats a «Portitxol». |

El Portitxol és una cala de la costa nord-est del municipi de Maó (Menorca). És una platja verge i l'accés només és possible per mar o per a vianants. Està ubicada dins del territori protegit del Parc Natural de s'Albufera des Grau.